# Vlagyiszlav Alekszandrovics Tretyjak
Vlagyiszlav Alekszandrovics Tretyjak (oroszul: Владислав Александрович Третьяк; Orugyevo, Moszkvai terület, Szovjetunió, 1952. április 25. –) szovjet-orosz jégkorongozó, kapus, edző, sportvezető. Háromszoros olimpiai és tízszeres világbajnok. A jégkorong történetének egyik legjobb kapusa. A Nemzetközi Jégkorongszövetség 100 éves évfordulóján megtartott szavazáson beválasztották a 100 év legjobb hat játékosa közé. A Jégkorong Hírességek Csarnokának tagja, az Orosz Jégkorongszövetség elnöke.

## A kezdeti évek
Tretyjak édesanyja középiskolai testneveléstanár, apja orosz irodalomtanár volt. A gyermek Tretyjak kezdetben testvéreihez hasonlóan úszott, de kiemelkedett több sportban is. Később, mint sok vele hasonló korú szovjet gyermek, ő is jégkorongozni kezdett. Tizenegy évesen került a CSZKA Moszkva jégkorongcsapatához. Első edzője Vitalij Erfilov volt.

## Pályafutása
Annak ellenére, hogy Tretyjak 11 éves kora előtt nem szerepelt jégkorongmérkőzésen, már 1971-ben ismert játékos volt a Szovjetunióban, amikor a szovjet bajnokság első all-star csapatába került. A következő évben már a téli olimpián szerepelhetett hazája válogatottjában, ahol aranyérmet szerzett.
Tretyjak a nemzetközi jégkorongéletben ismertté az 1972 szeptemberében rendezett Summit Series, kanadai profik-szovjet mérkőzéssorozaton nyújtott kiváló teljesítményével vált. Tretyjakot remek teljesítménye után több NHL-es csapat is szerette volna megszerezni, végül a Montréal Canadiens 1983-ban draftolta, de a szovjet vezetés megakadályozta a kapus tengerentúlra való igazolását.
Tretyjak a szovjet együttes egyik sztárjaként segítette csapatát aranyéremhez 1976-ban és 1984-ben a téli olimpián, és az 1981-es Kanada-kupán, további tíz világbajnoki és kilenc Európa-bajnoki cím birtokosa.
Az 1980. évi téli olimpiai játékok jégkorongtornáján – melyet az amerikaiak csak csoda a jégennek (miracle on ice) neveznek, Tretyjak egy biztosnak hitt aranytól esett el. A kapust Viktor Tyihonov edző lecserélte az USA elleni mérkőzésen, amely a játékosok elmondása szerint a mérkőzés fordulópontjának bizonyult. A szovjetek 4–3-as vereségükkel csak második helyen végeztek.
Bár csak 32 éves volt, és bizonyára még több éven át képes lett volna a világszínvonalú játékra, de 1984-ben Tretyjak visszavonult az aktív jégkorongtól.

## Visszavonulása után
Tretyjak felesége, Tatyjana, orosz irodalomtanár. Gyermekeik közül Dmitrij fogorvos, Irina pedig ügyvéd. Unokája Makszim, akiről Tretyjak reméli, hogy egyszer majd a nyomdokaiba léphet jégkorongozóként.
1990-ben Mike Keenan a Chicago Blackhawks edzője felkérte, hogy kapusedzőként segítse munkáját. Az évek során Tretyjak olyan kapusokat edzett, mint Ed Belfour, Dominik Hašek, Jocelyn Thibault és Martin Brodeur. Jelenleg Tretyjak kapustanácsadó a Chicagónál.
Tretyjakot a szovjet érában kitüntették a Lenin-renddel és a Munka vörös zászlaja érdemrenddel. 1989-ben első szovjet játékosként beválasztották a Jégkorong Hírességek Csarnokába. 2000-ben a XX. század legjobb orosz játékosának választották. 2003-ban az Egységes Oroszország párt jelöltjeként az Állami Dumában a Szaratovi terület képviselője lett. Elnöke lett a Duma Sport és Ifjúsági Bizottságának, mindeközben folytatta a jégkorong szakoktatását Észak-Amerikában és Oroszországban.
2006. április 25-én az Orosz Jégkorongszövetség elnökének választották 93 szavazattal és három tartózkodással.

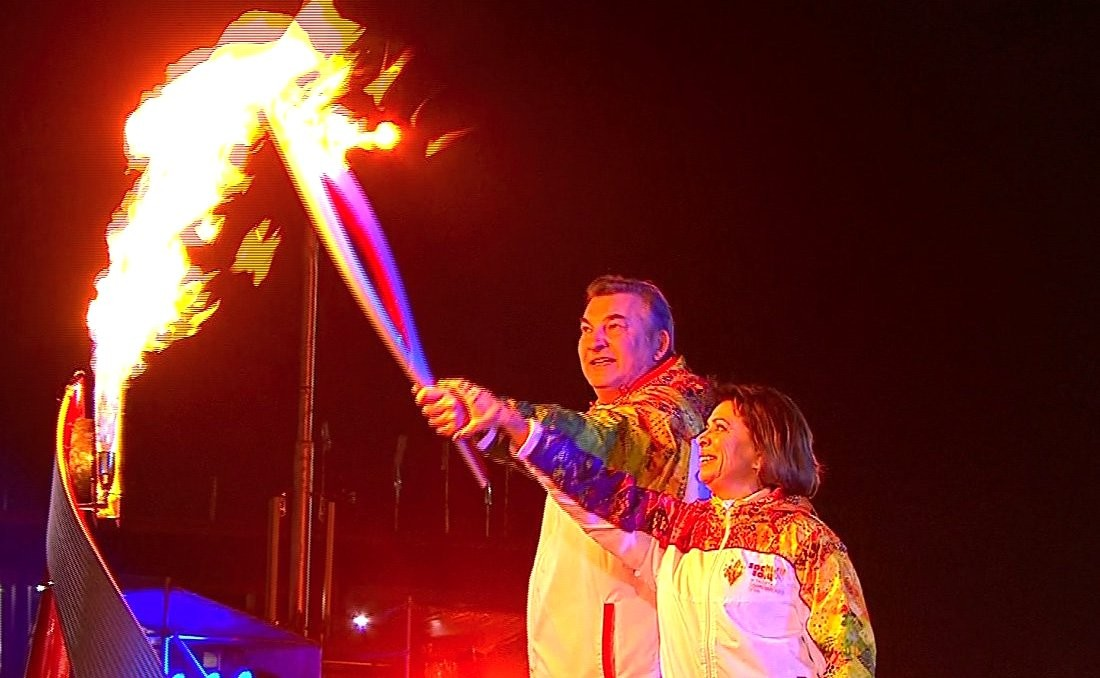
Tretyjak és Irina Rodnyina az olimpiai lánggal a 2014. évi téli olimpiai játékok megnyitóján

2014. február 7-én Irina Rodnyinával együtt gyújtotta meg az olimpiai lángot a 2014. évi téli olimpiai játékok megnyitóünnepségén.

## Elismerései
- 1971 és 1984 között 14 alkalommal beszavazták a szovjet bajnokság legjobb csapatába.
- 13 szovjet bajnoki cím birtokosa a CSZKA Moszkva csapatával.
- 5 alkalommal a bajnokság legjobb játékosának választották.
- 1978-ban Lenin-renddel tüntették ki.
- Az első olyan játékos, aki annak ellenére, hogy nem szerepelt Észak-Amerikában, mégis beválasztották a Jégkorong Hírességek Csarnokába